# Canton de Saint-Denis-le-Gast
Le canton de Saint-Denis-le-Gast est une ancienne circonscription administrative de la Manche, créée en 1790, supprimée en 1801.
Le village de Saint-Denis-le-Gast relève en 2019 de la communauté du Bocage coutançais et du canton de Quettreville-sur-Sienne.